# 11月20日
11月20日（じゅういちがつはつか）は、グレゴリオ暦で年始から324日目（閏年では325日目）にあたり、年末まであと41日ある。

## できごと
- 1578年（天正6年10月21日） - 織田信長に帰属していた荒木村重が謀反[要出典]。
- 1620年（ユリウス暦11月11日） - メイフラワー号に乗ってアメリカに渡ったピルグリム・ファーザーズがメイフラワー誓約に署名。
- 1805年 - ベートーヴェン唯一のオペラ『フィデリオ』が初演。ベートーヴェン自身が指揮をするが失敗。
- 1889年 - マーラーの交響曲第1番が初演。
- 1910年 - メキシコ革命: フランシスコ・マデロがポルフィリオ・ディアス大統領の大統領選での不正と当選無効を訴えて一斉蜂起。メキシコ革命が始まる。
- 1917年 - ウクライナ初の近代国家となるウクライナ人民共和国が独立を宣言。
- 1917年 - 第一次世界大戦: カンブレーの戦いはじまる。
- 1927年 - 御岳登山鉄道設立。
- 1934年 - 辻政信らの働きかけで、皇道派の村中孝次大尉・磯部浅一一等主計ら3人と陸軍士官学校生徒5人をクーデター謀議で逮捕（陸軍士官学校事件）。
- 1936年 - 秋田県鹿角市にあった尾去沢鉱山で鉱滓ダムが決壊。下流の住宅街や商店街が流失するなどして[1]死者362人。
- 1937年 - 国民政府（蔣介石政権）が南京から重慶への遷都を宣言。
- 1938年 - 岩波書店が「岩波新書」の刊行を開始。
- 1940年 - 第二次世界大戦: ハンガリー、ルーマニア、スロバキアが日独伊三国同盟に加盟。
- 1945年 - ドイツのニュルンベルクで第二次世界大戦の戦犯を裁く国際軍事裁判（ニュルンベルク裁判）が始まる。
- 1947年 - イギリスのエリザベス王女（後の国王エリザベス2世）とエディンバラ公フィリップが結婚。
- 1947年 - 任天堂設立。
- 1948年 - 日本初の競輪が小倉競輪場で開始。
- 1954年 - 神奈川県相模原市が市制施行。
- 1962年 - 京葉臨海鉄道設立。
- 1963年 - 国連総会で人種差別撤廃宣言を採択。
- 1970年 - 関東地方から東北地方南部の太平洋沿岸に集中豪雨。東京都内で約500戸が床上、床下浸水[2]。千葉県内で死者3人、床上、床下浸水約2000戸。常磐線が福島県内など各地で寸断[3]。
- 1970年 - 都市交通労連による時限ストライキが発生。東京都下、兵庫県姫路市、山口県宇部市のバスなどが始発から1時間止まる[4]。
- 1971年 - 中華航空825便爆破事件。
- 1979年 - アル＝ハラム・モスク占拠事件。
- 1980年 - 文化大革命を指導した四人組の裁判が開始。
- 1980年 - 川治プリンスホテル火災。死者数45名。
- 1981年 - 野岩鉄道設立。
- 1985年 - マイクロソフトがMicrosoft Windows 1.0を発売。
- 1992年 - イギリス王室の離宮・ウィンザー城で火災（1992年ウィンザー城火災）。
- 1998年 - 国際宇宙ステーションの最初のモジュール「ザーリャ」がカザフスタンのバイコヌール宇宙基地から打上げ。
- 1998年 - アメリカマサチューセッツ州ボストン近郊でトランスジェンダーのリタ・ヘスター（ドイツ語版、フランス語版）が惨殺された（トランスジェンダー追悼の日の由来）。
- 2000年 - 加藤紘一が森内閣倒閣を宣言し、内閣不信任案賛成を言明するも直前で断念する（加藤の乱）。
- 2001年 - シアトル・マリナーズのイチローが、メジャーリーグベースボールで日本人初のMVPを獲得。
- 2005年 - 日本の小惑星探査機「はやぶさ」が小惑星イトカワの岩石の採取を試みるも失敗し、イトカワの地表に不時着。
- 2007年 - 改正出入国管理及び難民認定法施行。一部の例外を除き、外国人の指紋採取・写真撮影の義務化がスタート[5]。
- 2013年 - 小笠原諸島の無人島、西之島近海で39年ぶりに噴火が発生[6][7]。
- 2020年 - 国立天文台ハワイ観測所すばる望遠鏡が、地球から約580万kmの距離にあるはやぶさ2を捉える[8]。

## 誕生日
- 1619年（元和5年10月15日） - 山名矩豊、村岡領主（+ 1698年）
- 1625年 - パウルス・ポッテル、画家（+ 1654年）
- 1646年（正保3年10月13日） - 松平重栄、第2代杵築藩主（+ 1720年）
- 1689年（元禄2年10月9日） - 加藤泰統、第4代大洲藩主（+ 1727年）
- 1696年（元禄9年10月26日） - 徳川宗春、第7代尾張藩主（+ 1764年）
- 1752年 - トーマス・チャタートン、詩人（+ 1770年）
- 1753年 - ルイ＝アレクサンドル・ベルティエ、軍人（+ 1815年）
- 1779年（安永3年10月13日） - 酒井忠実、第4代姫路藩主（+ 1848年）
- 1803年（ユリウス暦11月8日） - エフィム・プチャーチン、海軍将官（+ 1883年）
- 1834年（天保3年10月20日） - 大関増昭、第13代黒羽藩主（+ 1856年）
- 1840年（天保11年10月27日） - 小笠原貞正、第9代小倉新田藩主（+ 1906年）
- 1843年（天保14年閏9月29日） - 品川弥二郎、長州藩士、政治家（+ 1900年）
- 1851年 - マルゲリータ・ディ・サヴォイア＝ジェノヴァ、イタリア王妃（+ 1926年）
- 1858年 - セルマ・ラーゲルレーヴ、小説家（+ 1940年）
- 1862年 - ジョルジュ・パラント、思想家、哲学者（+ 1925年）
- 1862年 - エドワード・ウェスターマーク、哲学者、社会学者（+ 1939年）
- 1862年 - ダン・ケイシー、プロ野球選手（+ 1943年）
- 1865年 - 三並良、ドイツ哲学者、牧師（+ 1940年）
- 1866年 - ケネソー・マウンテン・ランディス、MLBコミッショナー（+ 1944年）
- 1869年 - クラーク・グリフィス、元プロ野球選手（+ 1955年）
- 1870年（明治3年10月27日） - 中田重治、大衆伝道者、牧師、元神学校（柏木聖書学院）校長、翻訳家、賛美歌作家（+ 1939年）
- 1871年（明治4年10月8日） - 細田安兵衛 (3代目)、政治家、実業家（+ 1948年）
- 1871年 - ウィリアム・ヒアド・キルパトリック、教育学者（+ 1965年）
- 1878年 - 斎藤常三郎、和議法学者、元会津短大学長（+ 1951年）
- 1886年 - カール・フォン・フリッシュ、動物行動学者（+ 1982年）
- 1889年 - エドウィン・ハッブル、天文学者（+ 1953年）
- 1889年 - 中井一夫、裁判官、弁護士、政治家（+ 1991年）
- 1889年 - 小野竹喬、日本画家（+ 1979年）
- 1892年 - 末川博、民法学者（+ 1977年）
- 1896年 - 林達夫、思想家、評論家（+ 1984年）
- 1897年 - 中島清次郎、寿司職人（+ 1972年）
- 1899年 - 田嶋一雄、実業家、ミノルタカメラ創業者（+ 1985年）
- 1900年 - 加藤精三、政治家、旧鶴岡市第6代市長（+ 1965年）
- 1903年 - アレクサンドラ・ダニロワ、バレエダンサー（+ 1997年）
- 1904年 - 中馬馨、政治家、第13代大阪市長（+ 1971年）
- 1907年 - アンリ＝ジョルジュ・クルーゾー、映画監督（+ 1977年）
- 1912年 - オットー・フォン・ハプスブルク、ハプスブルク家当主（+ 2011年）
- 1913年 - ヤコフ・ザーク、ピアニスト（+ 1976年）
- 1914年 - エミリオ・プッチ、ファッションデザイナー、政治家（+ 1992年）
- 1914年 - 見坊豪紀、国語学者（+ 1992年）
- 1915年 - 市川崑、映画監督（+ 2008年）
- 1915年 - 庄野英二、児童文学者（+ 1993年）
- 1915年 - 胡耀邦、政治家、中国共産党総書記・党主席（+ 1989年）
- 1917年 - 今堀宏三、生物学者（+ 2001年）
- 1921年 - 善川三朗、宗教家
- 1922年 - ノエル・ミュートン＝ウッド、ピアニスト、作曲家（+ 1953年）
- 1922年 - 野村泰治、アナウンサー（+ 2002年）
- 1923年 - ナディン・ゴーディマー、作家 (+ 2014年)
- 1924年 - ブノワ・マンデルブロ、数学者（+ 2010年）
- 1925年 - マイヤ・プリセツカヤ、バレエダンサー（+ 2015年）
- 1925年 - ロバート・ケネディ、政治家（+ 1968年）
- 1925年 - 三木久一、元プロ野球選手（+ 1948年）
- 1926年 - 根本陸夫、元プロ野球選手、プロ野球監督（+ 1999年）
- 1926年 - 赤羽賢司、天文学者（+ 2015年）
- 1928年 - 小杉仁三、作曲家、編曲家（+ 2009年）
- 1930年 - 岡島正之、政治家、競輪選手（+ 2002年）
- 1932年 - 高橋治朗、実業家、元名港海運社長（+ 2023年）
- 1932年 - 内藤ルネ、イラストレーター（+ 2007年）
- 1932年 - 安東ウメ子、アイヌの音楽家（+ 2004年）
- 1932年 - 萬屋錦之介、俳優（+ 1997年）
- 1934年 - 高橋弘次、仏教学者、浄土宗大本山金戒光明寺第74世法主、佛教大学元学長
- 1934年 - 蓜島久美、元プロ野球選手
- 1934年 - 日比野弘、元ラグビー選手、指導者、早稲田大学人間科学部名誉教授（+ 2021年）
- 1935年 - 高橋達直、官僚、実業家、元中小企業庁長官、元ライオン社長
- 1936年 - ドン・デリーロ、小説家、劇作家
- 1937年 - ルース・ラレード、ピアニスト（+ 2005年）
- 1941年 - 清國勝雄、元大相撲力士、年寄7代伊勢ヶ濱
- 1941年 - 前川芳男、プロ野球審判員（+ 2024年）
- 1942年 - 三田和代、女優
- 1942年 - 大沢昇、元空手家、元ボクサー、元キックボクサー
- 1942年 - ジョー・バイデン、政治家、第46代アメリカ合衆国大統領
- 1943年 - 浜美枝、女優
- 1944年 - 桃山みつる、女優
- 1945年 - リック・マンデイ、元プロ野球選手
- 1946年 - デュアン・オールマン、ギタリスト（+ 1971年）
- 1946年 - 猪瀬直樹、ノンフィクション作家、政治家、第18代東京都知事
- 1946年 - 徳永二男、ヴァイオリニスト
- 1946年 - 大石吾朗、俳優、司会者
- 1947年 - 坂元龍三、実業家
- 1947年 - 上甲秀男、元プロ野球選手
- 1947年 - ジョー・ウォルシュ、音楽家
- 1948年 - 篠塚建次郎、ラリードライバー（+ 2024年）
- 1950年 - 高品剛、俳優
- 1950年 - 渥美マリ、元女優、歌手
- 1951年 - 柴田林太郎、俳優
- 1951年 - 成田龍一、歴史学者、日本女子大学名誉教授
- 1952年 - 中井紀夫、作家、SF作家
- 1952年 - 中島秀徳、プロゴルファー
- 1953年 - 林千永、日本舞踊家、振り付け師
- 1954年 - 島田敏、声優
- 1954年 - 和田京平、レフェリー
- 1955年 - 中村雀右衛門 (5代目)、歌舞伎役者
- 1956年 - 山本竜馬、声優
- 1957年 - ステファン・ベロフ、カーレーサー（+ 1985年）
- 1957年 - 竹島将、作家（+ 1990年）
- 1958年 - 杉浦圭子、アナウンサー
- 1959年 - 津島瑞穂、女優
- 1959年 - 高島英也、実業家、元サッポロビール社長
- 1960年 - 坪田まり子、キャリアカウンセラー、元歌手、女優
- 1960年 - 船橋利実、政治家
- 1960年 - 崔一九、放送記者
- 1961年 - 山口英彰、官僚、第50代水産庁長官
- 1961年 - ピエール・エルメ、パティシエ、ショコラティエ
- 1962年 - 西島豊造、実業家、お米マイスター
- 1962年 - あさりよしとお、漫画家
- 1962年 - ラージクマール・ヒラーニ、映画監督
- 1963年 - ジム・ワトキンス、実業家、2ちゃんねる管理人
- 1963年 - 鈴木貴久、元プロ野球選手（+ 2004年）
- 1963年 - ミン・ナ、女優、声優
- 1963年 - 小林千絵、歌手、タレント
- 1963年 - 川本和宏、元プロ野球選手
- 1963年 - 万延海、エイズ研究者、人権活動家
- 1964年 - アンドレイ・カラシニコフ、レスリング選手
- 1964年 - さくま良子、漫画家
- 1964年 - 上別府仁資、声優
- 1964年 - 室塚一也、プロ車いすマラソンランナー
- 1965年 - 草尾毅[9]、声優
- 1965年 - 銀河亭かなめ、漫才師
- 1965年 - YOSHIKI、ミュージシャン（X JAPAN）
- 1965年 - 光山英和、元プロ野球選手
- 1966年 - 高田佳枝、卓球選手
- 1967年 - 金谷俊一郎、歴史コメンテーター、予備校講師
- 1968年 - 柿崎ゆうじ、映画監督、脚本家、作詞家
- 1969年 - 八木さおり、女優
- 1969年 - 三村幸司、俳優、スタントマン
- 1969年 - 似鳥祐子、アナウンサー
- 1969年 - sakura、ドラマー（元L'Arc〜en〜Ciel、SONS OF ALL PUSSYS、Lion Heads）
- 1969年 - 芙苑晶、音楽家
- 1969年 - ポール・シェアリング、脚本家
- 1970年 - 佐野康之、声優（+ 2020年）
- 1970年 - 原久美子、女優、タレント
- 1971年 - さくまひでき、ミュージシャン
- 1971年 - 塚田英明、テレビドラマ、映画プロデューサー
- 1972年 - 山田広二、元プロ野球選手
- 1972年 - 比嘉俊次、アナウンサー
- 1973年 - 南雲玲生、作曲家、ゲームクリエイター
- 1973年 - SU、MC（元RIP SLYME）
- 1973年 - 荒木慶大、元野球選手、元プロボクサー
- 1974年 - 小島法子、女優
- 1974年 - キャメロン・ベンダー、俳優
- 1974年 - 島田大介、映像作家、写真家、アートディレクター
- 1974年 - ハチミツ二郎、お笑いタレント（東京ダイナマイト）
- 1975年 - 千原徹也、アートディレクター、映画監督
- 1975年 - TAIGA、お笑いタレント
- 1975年 - 中山麻紀子、元ワシントン・レッドスキンズ（現ワシントン・コマンダース）チアリーダー
- 1975年 - 巴特爾、元バスケットボール選手
- 1975年 - 水野あおい、元地下アイドル
- 1975年 - 桜沢菜々子、元AV女優
- 1976年 - 山中真、アナウンサー
- 1976年 - 米山篤志、元サッカー選手
- 1977年 - ダニエル・スヴェンソン、ミュージシャン
- 1978年 - 森圭介、アナウンサー
- 1978年 - BUCCI、ミュージシャン（元ET-KING）
- 1978年 - 栗原心平、料理家
- 1978年 - 宍倉孝雄、お笑いタレント（元たぬきごはん）
- 1979年 - ドラマチック貞、お笑いタレント（スーパースター）
- 1980年 - 小池栄子、女優、タレント
- 1980年 - 鈴木善貴、テレビプロデューサー、テレビディレクター、演出家
- 1980年 - 比嘉めぐみ、キャスター、レースクイーン
- 1981年 - 西原玲奈、元騎手、調教助手
- 1981年 - 川口悠子、フィギュアスケート選手
- 1981年 - 藤田大介、アナウンサー
- 1981年 - キンバリー・ウォルシュ、ミュージシャン（ガールズ・アラウド）
- 1981年 - サム・ファルド、元プロ野球選手
- 1982年 - グレゴール・ウルバス、フィギュアスケート選手
- 1983年 - 豊田竜行、ゲームミュージック、映画音楽作曲家
- 1983年 - フューチャー、ラッパー
- 1984年 - 山添拓、政治家
- 1984年 - 天津希、バスケットボール選手
- 1984年 - 目黒萌絵、元カーリング選手
- 1985年 - ななみなな、歌手、ものまねタレント
- 1985年 - 藤井宏海、元プロ野球選手
- 1985年 - マリア・ムホルトワ、フィギュアスケート選手
- 1986年 - 塚越広大、レーシングドライバー
- 1986年 - 堀越耕平、漫画家
- 1986年 - アレックス・ゲレーロ、プロ野球選手
- 1986年 - カルロス・エドゥアルド・サントス・オリベイラ、サッカー選手
- 1987年 - 池田朋子、女優、声優
- 1987年 - 平野潤也、俳優、声優
- 1987年 - 藤村鼓乃美、声優
- 1987年 - 橋野皓介、ラグビー指導者
- 1988年 - 中村一太、ミュージシャン（plenty）
- 1989年 - 菊池亮太、ピアニスト、作曲家、YouTuber
- 1989年 - 坂本麻子、アナウンサー
- 1989年 - ホームランなみち、タレント
- 1989年 - アゴン・メーメティ、サッカー選手
- 1990年 - 大和侑也、プロキックボクサー
- 1990年 - 西山大希、柔道選手
- 1990年 - 仲野ひろみ、モデル
- 1990年 - 中野周平、お笑いタレント（蛙亭）
- 1991年 - 琴恵光充憲、元大相撲力士、年寄9代尾車
- 1991年 - 青峰佑樹、 俳優
- 1991年 - 立花亜野芽、タレント、ファッションモデル、DJ
- 1992年 - 松田岳、俳優
- 1992年 - 前原滉、俳優
- 1992年 - 吉田道広、俳優
- 1992年 - 新垣由奈、女優、グラビアアイドル
- 1992年 - 石村舞波、元タレント（元Berryz工房）
- 1992年 - 阿知羅拓馬、元プロ野球選手
- 1992年 - 田村丈、元プロ野球選手、アメリカンフットボール選手
- 1992年 - 鮫島るい、AV女優
- 1993年 - 関田誠大、バレーボール選手
- 1993年 - 室伏真璃、テレビ静岡アナウンサー
- 1993年 - 佐藤すみれ、フリーランスクリエイター、元アイドル（元SKE48）
- 1993年 - 宮﨑香蓮、女優
- 1993年 - 磯貝初奈、アナウンサー
- 1994年 - 上野紗稀、サッカー選手
- 1995年 - 三島頌平、サッカー選手
- 1995年 - マイケル・クリフォード、ミュージシャン（ファイヴ・セカンズ・オブ・サマー）
- 1996年 - 室加奈子、元アイドル（元NMB48）
- 1996年 - 一条貫太、演歌歌手
- 1996年 - 澤井志帆、静岡第一テレビアナウンサー
- 1997年 - 栗原大河、俳優
- 1997年 - 山崎エリイ、声優
- 1998年 - 吉山英侍、俳優
- 1998年 - 柴山サリー、歌手
- 1998年 - めいちゅん、YouTuber
- 1998年 - 花狩まい、AV女優
- 1999年 - 森英寿、アイドル（BUDDiiS）、TikToker、YouTuber
- 2000年 - コニー・タルボット、歌手
- 2000年 - 宮﨑優、女優
- 2000年 - 山口まゆ、女優
- 2001年 - 高井千帆、タレント、女優、ファッションモデル
- 2001年 - 山中菫、プロボクサー、初代WBO女子アジア太平洋アトム級王者
- 2001年 - 大岩千未来、新体操選手
- 2001年 - 神尾香澄、騎手
- 2002年 - 掛橋沙耶香、元アイドル（元乃木坂46）
- 2003年 - 久保怜音、アイドル（元AKB48）
- 2003年 - 今牧輝琉、俳優
- 2004年 - 隅谷百花、女優、歌手、パフォーマー（Girls2）
- 2006年 - 凛美、女優
- 生年不詳 - 石橋あこ[10]、モデル、レースクイーン
- 生年不詳 - 谷地恵美子、漫画家
- 生年不詳 - 川上莉央、声優
- 生年不詳 - 小若和郁那、声優
- 生年不詳 - 高橋里枝、声優

## 忌日
- 1419年（文明元年10月17日） - 一条政房、室町時代の公卿（* 1443年?）
- 1518年 - ピエール・ド・ラ＝リュー、作曲家（* 1460年頃）
- 1616年（元和2年10月12日） - 松前慶広、初代松前藩主（* 1548年）
- 1708年（宝永5年10月9日） - 藤堂高睦、第4代津藩主（* 1667年）
- 1757年 - キャロライン、ジョージ2世の妃（* 1683年）
- 1758年 - ユーハン・ヘルミク・ルーマン、作曲家（* 1694年）
- 1764年 - クリスティアン・ゴルトバハ、数学者（* 1690年）
- 1856年 - ボーヤイ・ファルカシュ、数学者（* 1775年）
- 1862年（文久2年9月29日） - 松平正和、第8代大多喜藩主（* 1823年）
- 1863年 - 第8代エルギン伯爵ジェイムズ・ブルース、外交官、植民地官僚（* 1811年）
- 1871年（明治4年10月8日） - 安藤信正、第5代磐城平藩主、江戸幕府老中（* 1820年）
- 1882年 - ヘンリー・ドレイパー、天文学者、医師（* 1837年）
- 1883年 - 天璋院、徳川家定の正室（* 1836年）
- 1894年 - アントン・ルビンシテイン、ピアニスト、作曲家（* 1829年）
- 1910年 - レフ・トルストイ、小説家（* 1828年）
- 1919年 - 劉師培、国学者、教育者、政治家（* 1884年）
- 1922年 - 沈曾植、学者、能書家（* 1850年）
- 1925年 - アレクサンドラ、イギリス王エドワード7世の妃（* 1844年）
- 1927年 - ヴィルヘルム・ステーンハンマル、作曲家（* 1871年）
- 1934年 - ウィレム・ド・ジッター、化学者（* 1872年）
- 1936年 - ホセ・アントニオ・プリモ・デ・リベラ、スペインファランヘ党党首（* 1903年）
- 1938年 - 松永延造、小説家（* 1895年）
- 1940年 - 小熊秀雄、詩人（* 1901年）
- 1943年 - 川上秋月、俳優、噺家、講釈師、寄席芸人（* 1873年）
- 1943年 - エドワード・ポールトン、生物学者（* 1856年）
- 1945年 - 本庄繁、日本陸軍の大将、関東軍司令官（* 1876年）
- 1945年 - フランシス・アストン、化学者（* 1877年）
- 1947年 - ヴォルフガング・ボルヒェルト、小説家、劇作家、詩人（* 1920年）
- 1949年 - 若槻禮次郎、第25・28代内閣総理大臣（* 1866年）
- 1950年 - フランチェスコ・チレア、作曲家（* 1866年）
- 1952年 - ベネデット・クローチェ、思想家、歴史家（* 1866年）
- 1958年 - 山田孝雄、国語学者（* 1875年）
- 1960年 - 鈴木為次郎、囲碁棋士（* 1883年）
- 1961年 - 小倉正恒、元大蔵大臣、実業家（* 1875年）
- 1965年 - ローレンス・ウェイジャー、地質学者、探検家（* 1904年）
- 1967年 - カシミール・フンク、生化学者（* 1884年）
- 1969年 - 中村岳陵、日本画家（* 1890年）
- 1969年 - アルツール・フリーデンライヒ、サッカー選手（* 1892年）
- 1972年 - エンニオ・フライアーノ、作家、ジャーナリスト（* 1910年）
- 1975年 - フランシスコ・フランコ、軍人、政治家（* 1892年）
- 1976年 - トロフィム・ルイセンコ、農学者（* 1898年）
- 1976年 - 駒井哲郎、版画家（* 1920年）
- 1978年 - ジョルジョ・デ・キリコ、画家（* 1888年）
- 1978年 - オルゴニシュタ・オルガ、フィギュアスケート選手（* 1901年）
- 1981年 - 小林勇、編集者、随筆家、画家（* 1903年）
- 1982年 - 松田昇、高校野球指導者（* 1905年）
- 1984年 - アレクサンデル・モイゼス、作曲家（* 1906年）
- 1985年 - 武智修、元プロ野球選手（* 1925年）
- 1986年 - 平山嵩、建築家（* 1903年）
- 1990年 - 稲村隆一、政治家（* 1898年）
- 1990年 - ヘルベルト・ケーゲル、指揮者（* 1920年）
- 1991年 - 山崎正之、プロ野球選手（* 1938年）
- 1993年 - エミール・アルドリーノ、映画監督、プロデューサー（* 1943年）
- 1994年 - 福田恆存、評論家、翻訳家、劇作家（* 1912年）
- 1995年 - 須田開代子、プロボウラー（* 1938年）
- 1995年 - セルゲイ・グリンコフ、フィギュアスケート選手（* 1967年）
- 1997年 - 千葉佳男、政治家（* 1930年）
- 1998年 - 太宰久雄、俳優（* 1923年）
- 1999年 - アミントレ・ファンファーニ、政治家（* 1908年）
- 1999年 - 牛久保海平、サンデン創業者（* 1905年）
- 2000年 - 三浦真一郎、プロ野球審判員（* 1946年）
- 2001年 - 稲葉誠治、アマチュア野球指導者（* 1917年）
- 2001年 - フランコ・グッリ、ヴァイオリニスト（* 1926年）
- 2002年 - 保昌正夫、国文学者、文芸評論家（* 1925年）
- 2005年 - 村上三島、書家（* 1921年）
- 2005年 - ジェームズ・キング、テノール歌手（* 1925年）
- 2006年 - 斎藤茂太、作家、精神科医（* 1916年）
- 2006年 - ロバート・アルトマン、映画監督（* 1925年）
- 2007年 - イアン・スミス、軍人、政治家、元ローデシア共和国首相（* 1919年）
- 2007年 - 三沢郷、作曲家（* 1928年）
- 2008年 - 小谷守、教育者、労働運動家、政治家（* 1915年）
- 2008年 - 地崎昭宇、実業家、地崎工業/FMノースウェーブ元社長（* 1944年）
- 2008年 - ボリス・フョードロフ、政治家、元ロシア副首相（* 1958年）
- 2009年 - エリーザベト・ゼーダーシュトレーム、ソプラノ歌手（* 1927年）
- 2009年 - 大木正司、俳優、声優（* 1936年）
- 2009年 - 飯野知彦、歌手（元デューク・エイセス）（* 1953年）
- 2011年 - 成田豊、電通グループ会長（* 1929年）
- 2011年 - 石田正範、実業家、中京電機株式会社（現CKD）社長（* 1942年）
- 2012年 - 外間守善、言語学者、沖縄学研究者、法政大学名誉教授（* 1924年）
- 2012年 - 正井泰夫、地理学者、立正大学名誉教授（* 1929年）
- 2012年 - マイケル・ダンフォード（英語版）、ギタリスト、ソングライター（元ルネッサンス）（* 1944年）
- 2013年 - 神楽坂浮子、芸者歌手（* 1938年）
- 2013年 - ジョゼフ・フランクリン、連続殺人犯（* 1950年）
- 2014年 - 佐々木正五、海軍軍医、微生物学者、慶應義塾大学・東海大学名誉教授、元東海大学医療技術短期大学学長（* 1916年）
- 2014年 - 矢野清、元プロ野球選手（* 1940年）
- 2015年 - 木間章、政治家（* 1930年）
- 2015年 - 佐藤茂雄、実業家、元京阪電気鉄道社長（* 1941年）
- 2015年 - 北の湖敏満[11]、大相撲力士、第55代横綱、一代年寄北の湖、第9,12代日本相撲協会理事長（* 1953年）
- 2016年 - コンスタンディノス・ステファノプロス、政治家、元ギリシャ共和国大統領（* 1926年）
- 2016年 - 三浦康照、作詞家（* 1926年）
- 2016年 - 滝沢貞夫、国文学者、信州大学名誉教授（* 1934年）
- 2016年 - ウィリアム・トレヴァー、小説家（* 1939年）
- 2016年 - 島田伸也、元プロ野球選手（* 1945年）
- 2017年 - 西山千明、経済学者、立教大学名誉教授（* 1924年）
- 2018年 - アーロン・クルーグ、物理化学者、ノーベル化学賞受賞者（* 1926年）
- 2018年 - 市原明、病理学者、徳島大学名誉教授（* 1928年）
- 2019年 - ワッツ・ミサカ、バスケットボール選手（* 1923年）
- 2019年 - メアリー・グッド、無機化学者、元米国商務省次官（* 1931年）
- 2019年 - マイケル・J・ポラード、俳優（* 1939年）
- 2019年 - ジェイク・バートン・カーペンター、スノーボード選手、実業家、バートン・スノーボード創業者（* 1954年）
- 2020年 - イリネイ、セルビア正教会聖職者、第45代総主教（* 1930年）
- 2020年 - 織田正吉、放送作家、エッセイスト（* 1931年）
- 2020年 - 矢口高雄、漫画家（* 1939年）
- 2020年 - エルネスト・カント、元陸上競技選手、1984年ロサンゼルス五輪金メダリスト（* 1959年）
- 2020年 - リタ・サルキシャン、セルジ・サルキシャンアルメニア大統領夫人（* 1962年）
- 2020年 - 菅原隆拓、防衛官僚（* 1964年）
- 2021年 - 関根信昭、声優、俳優（* 1934年）
- 2021年 - フランシス・ローゼンブルース、政治学者（* 1958年）
- 2021年 - 豊ノ海真二、元大相撲力士（* 1965年）
- 2022年 - ジャン＝マリー・ストローブ、映画監督（ストローブ＝ユイレ）（* 1933年）
- 2022年 - 加藤重夫、空手指導者（* 1942年）
- 2022年 - バスター・ドレイトン、プロボクサー、第3代IBF世界スーパーウェルター級王者（* 1952年）
- 2023年 - おかだえみこ、アニメーション、映画評論家（* 1933年または1934年）
- 2023年 - ステファニー・ブリュースター・ブリューワー・テイラー・アレクサンダー、数学者（* 1941年）
- 2023年 - ウィリー・エルナンデス、元プロ野球選手（* 1954年）
- 2024年 - 桂雀々、落語家（* 1960年）

## 記念日・年中行事
- 世界こどもの日（ 国際連合）
1954年の国連総会で制定された国際デー。1959年に児童の権利に関する宣言が採択された日。1989年のこの日には児童の権利に関する条約の採択も行われている。
- アフリカ工業化の日（ 国際連合）
1989年の国連総会で制定された国際デー。
- 革命記念日（ メキシコ）
1910年のこの日にメキシコ革命が始まったことを記念。
- 先生の日（ ベトナム）
1982年制定。教師や先生に感謝する日。
- トランスジェンダー追悼の日 （ アメリカ合衆国）
トランスジェンダーのリタ・ヘスターが惨殺されたことの追悼に由来。
- えびす講（ 日本）
えびす神を祭る民間行事。地方によって異なるが10月20日または月遅れで11月20日に行われることが多い。
- 毛皮の日（ 日本）
日本毛皮協会が1989年に制定。「いい（11）ファー（20）」の語呂合わせ。
- ピザの日（ 日本）
ピザの原型といわれるピッツァ・マルゲリータの名前の由来となったイタリア王妃マルゲリータの誕生日に由来。凸版印刷が1995年に制定。
- 山梨県民の日（ 日本  山梨県）
1871年（明治4年）旧暦11月20日、甲府県が山梨県に改称されたことに由来し、山梨県が制定。新暦に換算すると12月31日になってしまうため、旧暦の日付を記念日とした。
- ホテルの日（ 日本）
1890年（明治23年）に、帝国ホテルが開業したのを記念して制定された。
- 毛布の日（ 日本）
1887年（明治20年）の、日本初の毛布生産から130周年となる、2017年（平成29年）に制定。